# Lucienne Soubbotnik
Lucienne Soubbotnik, née Lucienne Fromageau le 30 juillet 1911 au Havre et morte le 27 janvier 2014 à Paris, est une résistante française et ancienne déportée.

## Biographie

### Vie civile
Après des études secondaires au pensionnat « Jeanne d'Arc - Les Ormeaux » du Havre jusqu'en 1928, elle fait une année d'école commerciale (sténo-dactylographie, anglais) et obtient le diplôme de la Chambre de commerce britannique.
De 1930 à 1938, elle est la secrétaire de M.. R. G. Grout, directeur de la General Steam Navigation Co. Ltd. au Havre. Elle est également secrétaire bénévole des nombreuses activités de la communauté britannique du Havre.
En 1939 et 1940, elle enseigne la sténographie à l'école commerciale dirigée par sa sœur, Simone Fromageau. De la fin 1939 jusqu'en juin 1940, elle est la secrétaire des capitaines Sturt et Watkins qui dirigent le Hirings Office de la British Base du Havre.

### Résistance
De juillet 1940 à novembre 1942, elle est secrétaire au consulat américain de Marseille, service des visas d'immigration. Elle travaille déjà pour le Special Operations Executive (SOE) depuis 1941, bien que la date exacte de son recrutement, probablement bien antérieure, demeure à ce jour inconnue, son dossier personnel dans les archives britanniques étant scellé jusqu'au 1er janvier 2030.
En octobre 1942 le SOE l'active en qualité d'agent p. 1 (elle sera promue p. 2 avec grade de sous-lieutenant après son arrestation). Le Consulat ferme le 11 novembre 1942. Elle passe alors dans la clandestinité.
Assistante des chefs du réseau "Jean Marie / Buckmaster" André Marsac et Cpt. Henri Frager (fusillé en 1944), elle accompagne ses supérieurs dans plusieurs tournées d'inspection des réseaux à travers toute la France.

### Arrestation, internement et déportation
Le 25 mai 1943, lors d'une mission à Paris, elle est arrêtée par la Gestapo au café Longchamp.
Internée à Fresnes durant 10 mois, elle est déportée en janvier 1944 à Ravensbrück jusqu'en juin 1944, de là à Hanovre puis à Bergen-Belsen.
Le camp est libéré à la mi-avril 1945 mais, atteinte du typhus, elle ne peut être rapatriée que le 7 juin 1945. Elle est démobilisée à Paris le 20 septembre 1946.
Elle passe sa convalescence en Suisse puis à Marseille jusqu'en janvier 1946, soignée par le Dr. Leopold Mecz, son épouse Madeleine et sa belle-sœur Rosa Pioch, véritable famille d'adoption de Lucienne, de sa sœur Simone et de leur mère Gabrielle.

### Après-guerre
De janvier à octobre 1946, elle est employée par le ministère des Affaires étrangères au service des Conférences internationales, sis 82 rue de Lille à Paris. Elle est secrétaire de Mme C. Michelet, chef du service des Traductions de la conférence des ministres suppléants des Affaires étrangères à Londres, de janvier à avril 1946, puis assure le secrétariat des bureaux de traductions lors de la conférence des ministres des Affaires étrangères et de la conférence de la Paix à Paris, d'avril à octobre 1946.
Le 15 octobre 1948, Lucienne Fromageau épouse Simon Soubbotnik, adjudant de la 2e DB.
Elle travaille d'abord comme secrétaire au Ministère des Affaires étrangères puis entre aux Nations unies lors de leur création. Elle y fait toute sa carrière, d'abord à New-York puis à Paris.
Lorsqu'elle prend sa retraite, elle est administrative officer au Centre d'Information des Nations unies, à Paris.
Âgée de 102 ans à sa mort, elle était la doyenne de l'Institution nationale des invalides (hébergée dans l'hôtel des Invalides) et l'une des dernières survivantes françaises du SOE.

## Distinctions
- Chevalier de la Légion d'honneur en mai 2013[8]. La médaille lui est remise aux Invalides par le général d'armée Bruno Cuche, gouverneur, le 23 décembre 2013, en même temps que la médaille de la Déportation et de l'internement pour faits de Résistance.
- Chevalier de l'ordre national du Mérite[9] dont elle refuse d'abord que la médaille lui soit remise mais qu'elle accepte finalement alors qu'elle est déjà pensionnaire des Invalides.
- Croix de guerre 1939–1945, palme de bronze
- Médaille de la Résistance française (décret du 3 août 1946, signé de Georges Bidault au nom du Gouvernement provisoire et d'Edmond Michelet, ministre des Armées)[10]
- Médaille de la déportation pour faits de Résistance

Lors de l'annonce de sa mort, le 29 janvier 2014, le maire de Paris Bertrand Delanoë salue « la mémoire de cette femme d’exception et de cette résistante extraordinaire ».